# Dobova
Dobova este o localitate din comuna Brežice, Slovenia, cu o populație de 719 locuitori.